# Colonia Elía
Colonia Elía är en ort i Argentina.   Den ligger i provinsen Entre Ríos, i den centrala delen av landet, 220 km norr om huvudstaden Buenos Aires. Colonia Elía ligger 35 meter över havet och antalet invånare är 1 620.
Terrängen runt Colonia Elía är platt, och sluttar österut. Runt Colonia Elía är det glesbefolkat, med 19 invånare per kvadratkilometer.. 
Trakten runt Colonia Elía består i huvudsak av gräsmarker.